# Broager Land

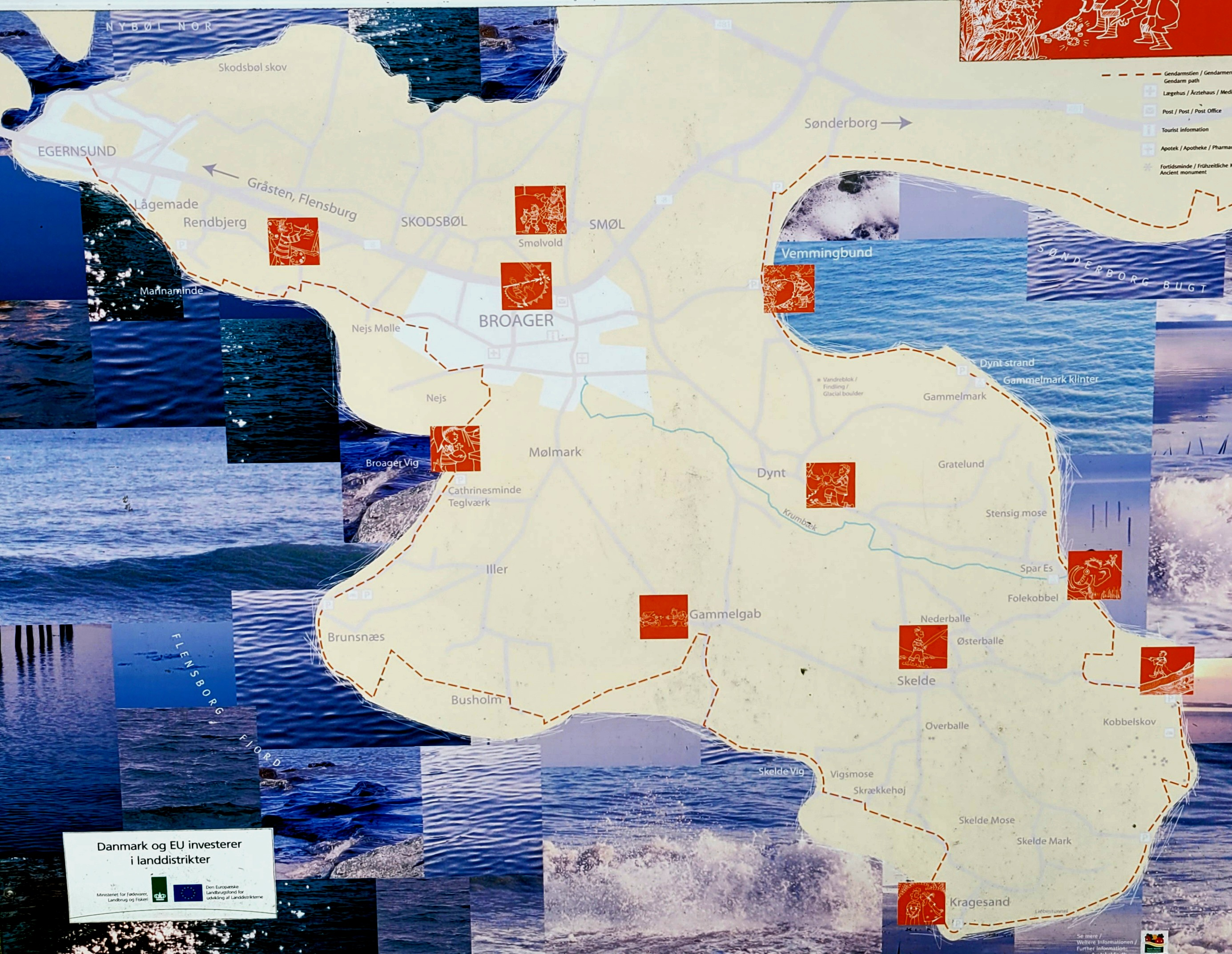
Karte von Broager Land auf einem Schild in Vemmingbund

Broager Land ist eine Halbinsel in Nordschleswig (dänisch Sønderjylland), Dänemark. Broager Land als Teil der Broager Kommune gehört seit der Kommunalreform 2007 zur Sønderborg Kommune. Broager Land hat eine Fläche von 43,38 km² und eine Einwohnerzahl von ca. 6400 Menschen. Die Halbinsel ist komplett von der Flensburger Außenförde umschlossen, im Westen vom Nybøl Nor, im Süden von einem nördlichen Seitenarm (Noor) der Flensburger Förde und im Osten von der Bucht von Vemmingbund (deutsch Wenningbund).
Der größte Ort im Broager Land ist Broager (deutsch Broacker) mit der weithin sichtbaren Broager Kirke und ihren markanten Doppeltürmen. Nördlich in direkter Nachbarschaft liegt der Ort Skodsbøl (deutsch Schottsbüll).
Südlich von Broager liegt das Dorf Iller, das bekannt wurde durch die Ziegelproduktion. Am Küstenabschnitt des Iller Strandes wurden im 18. Jahrhundert mehrere Ziegeleien eingerichtet. Von den ehemals acht Ziegeleien am Iller Strand (1895) ist das heutige Ziegeleimuseum Cathrinesminde übrig geblieben.
Auf Broager Land liegt im Osten das Straßendorf Skelde (deutsch Schelde), das von 1910 bis 1932 über einen Bahnanschluss der Bahnstrecke Vester Sottrup–Skelde verfügte. Es war auch überregional bekannt für das Kultur- und Versammlungshaus "Frøken Jensen". Der Langdysse von Skelde Overballe (Skeldehøjen genannt) liegt bei Skelde.
Bei dem Ort Brunsnæs (deutsch Brunsnis) entdeckte man 1999 Überreste von 550 Jahre altem Weißdorn (dänisch hvidtjørn).
Im Nordwesten der Halbinsel befindet sich Egernsund (dt. Ekensund) von wo aus eine Brücke nach Gråsten (dt. Gravenstein) führt.
Der südlichste Punkt von Broager Land liegt bei Kragesand.

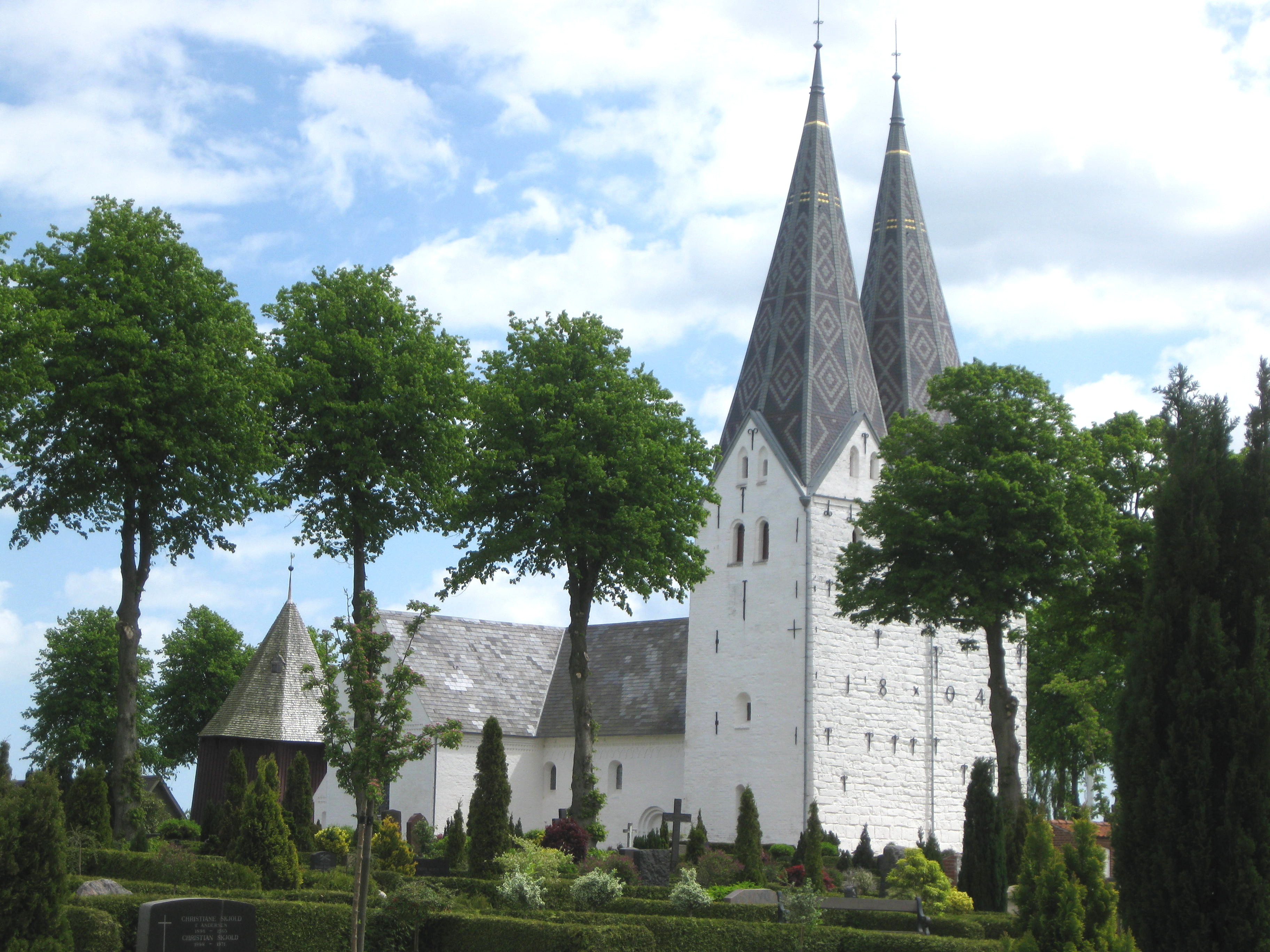
Broager Kirke, 2010
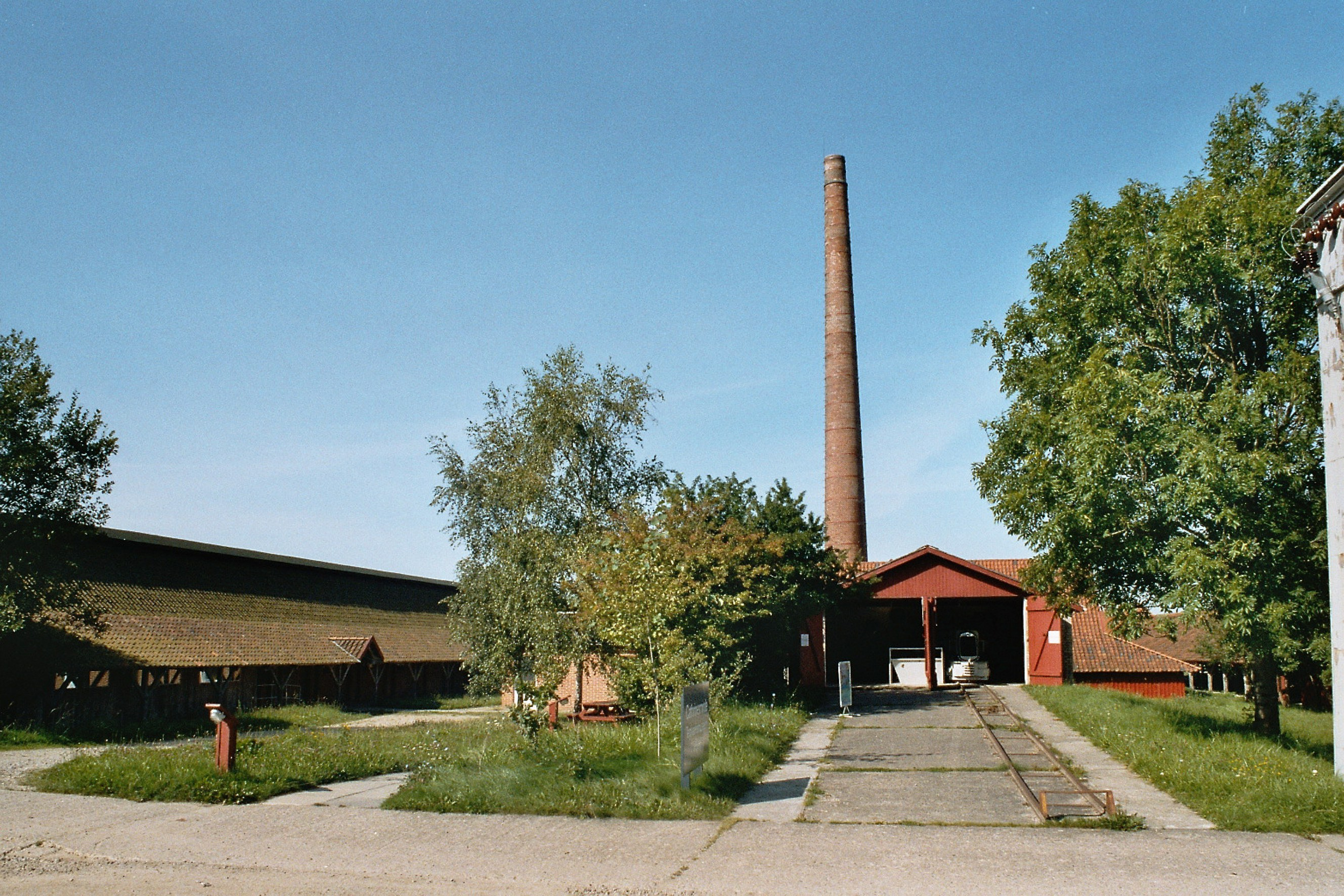
Ziegeleimuseum Cathrinesminde, 2004
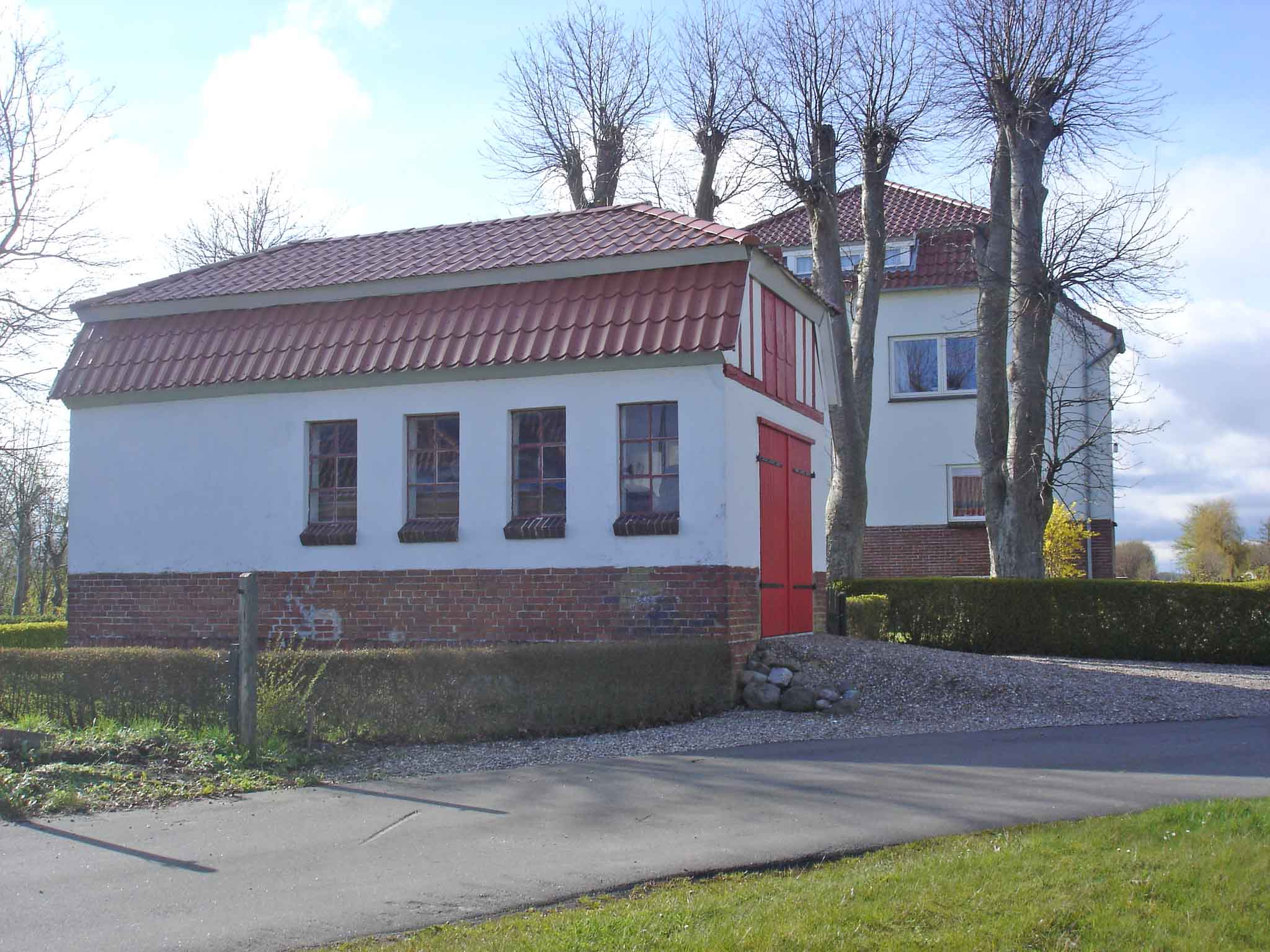
Alter Bahnhof Skelde mit Lagerhaus, 2016
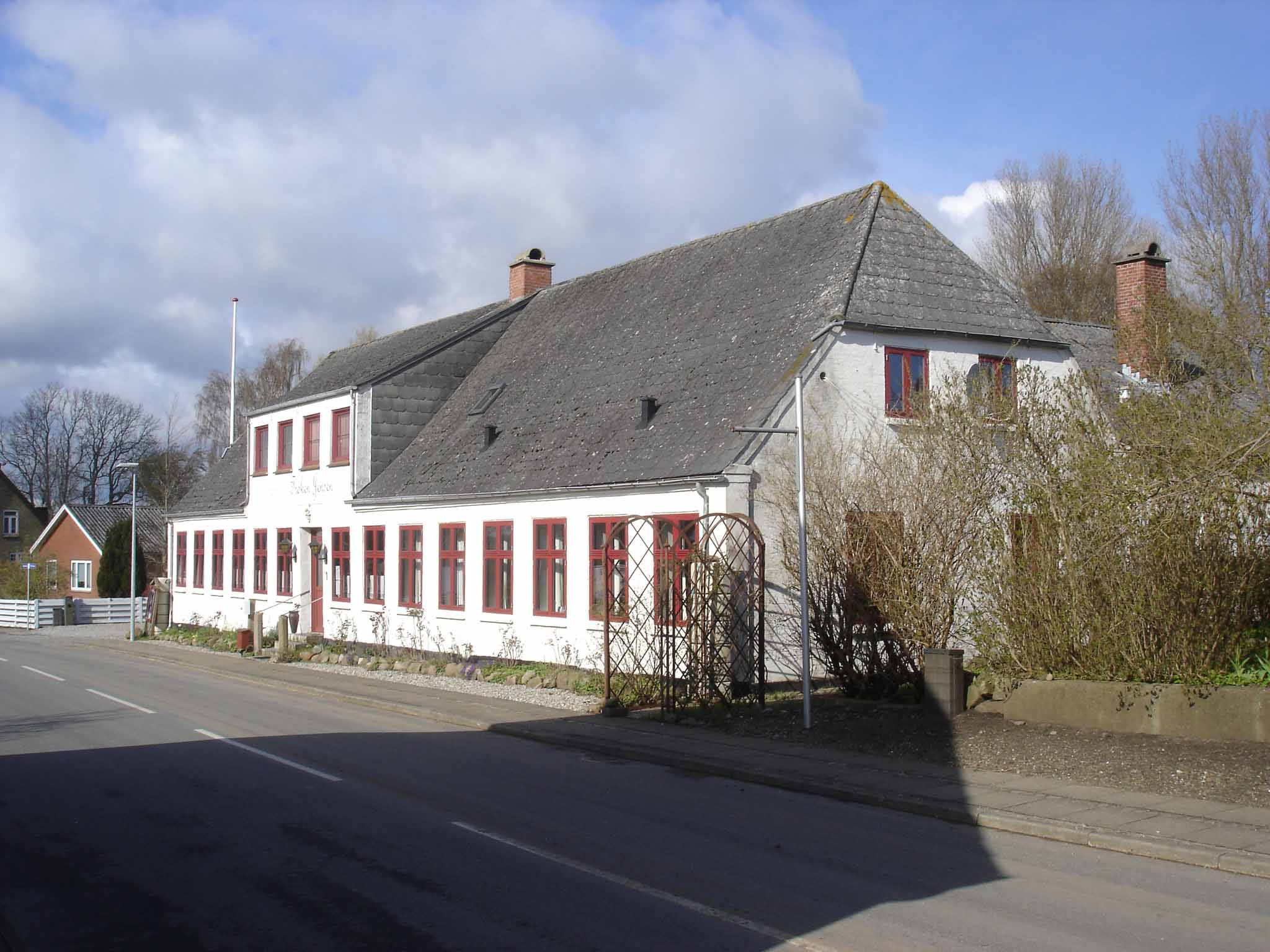
Gasthaus "Frøken Jensen" in Skelde, seit 1888 (Foto 2016)
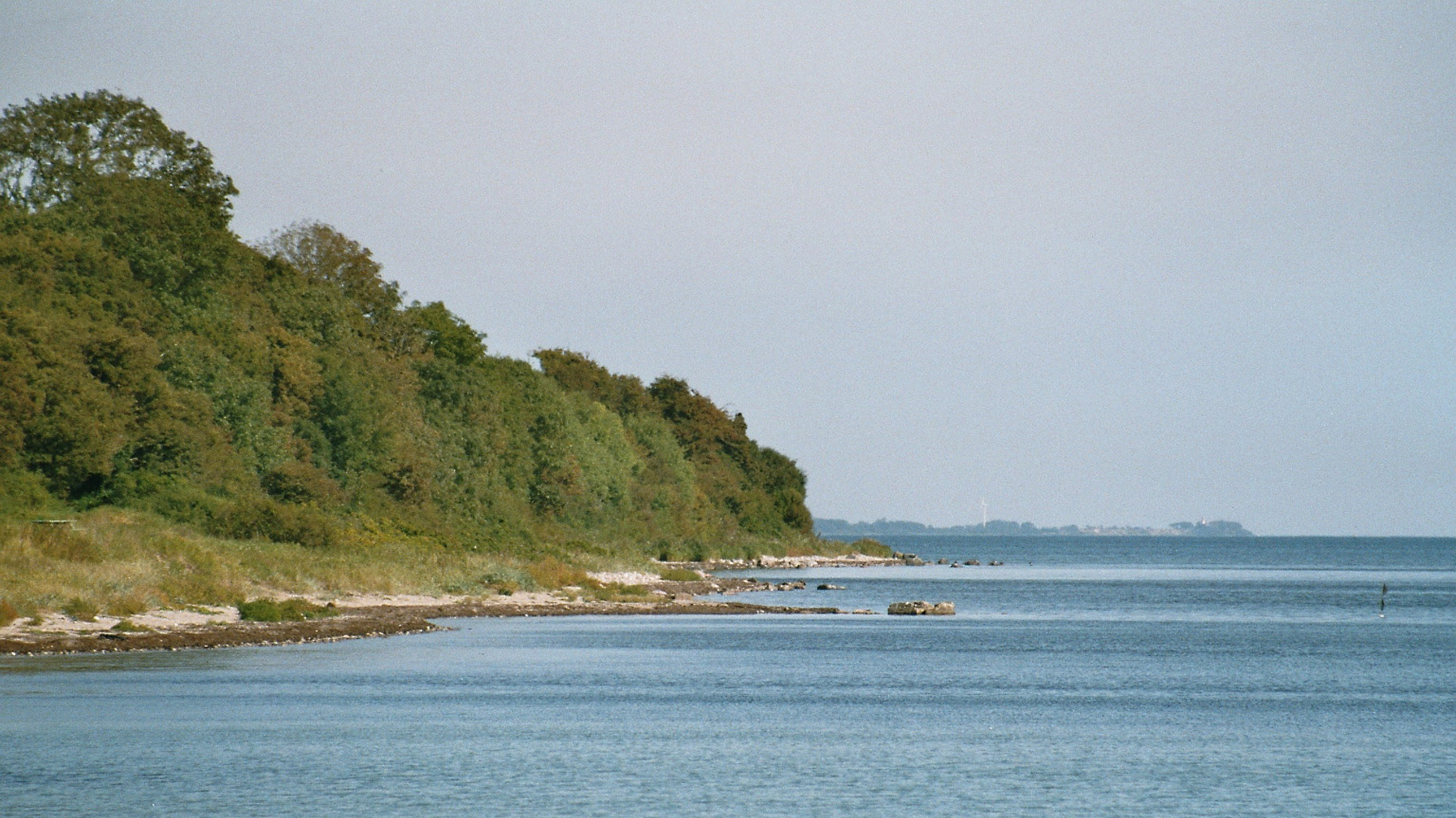
Strand bei Kragesand
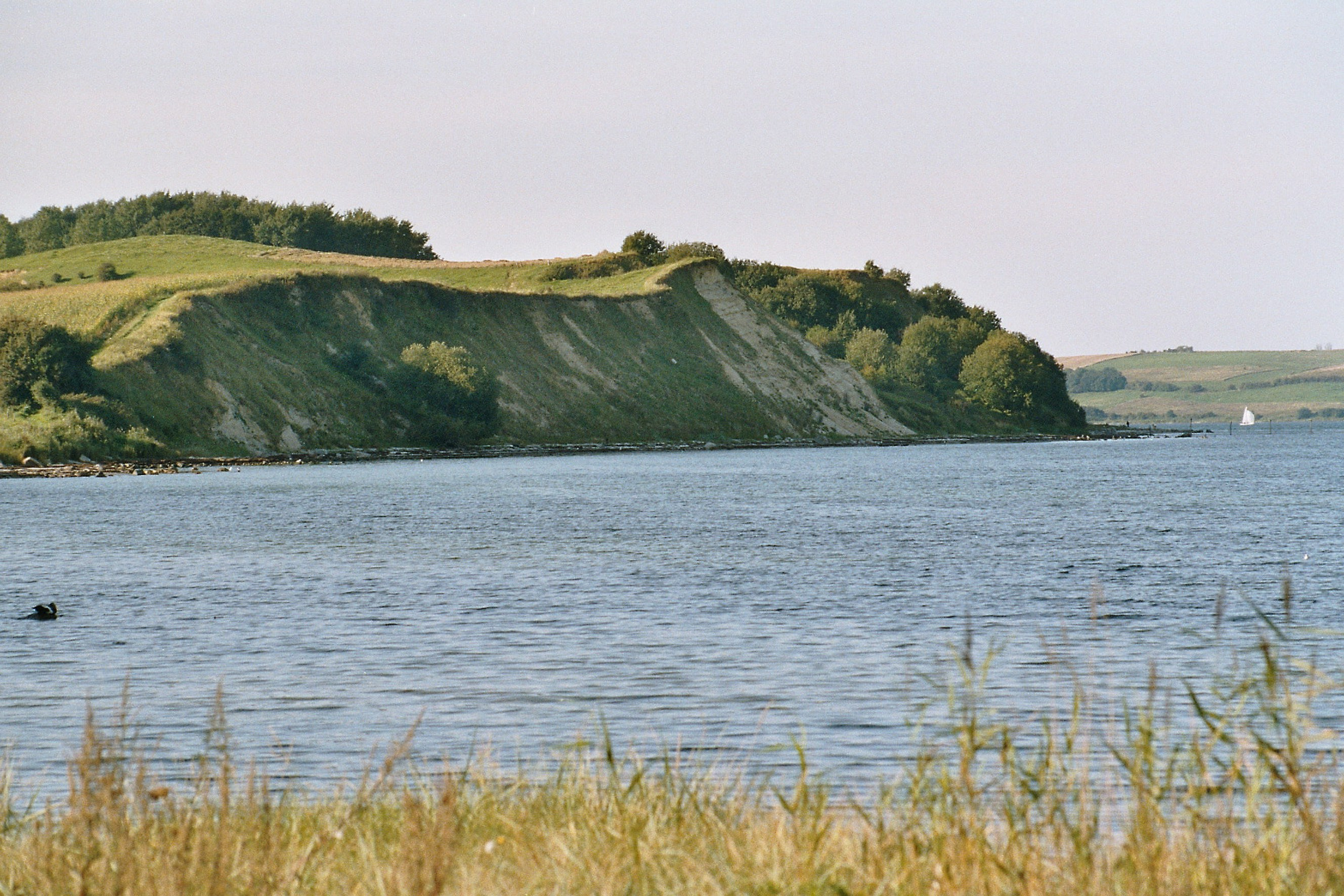
Steilküste Stensigmose, im Osten an der Sonderburger Bucht, 2004